# Nigel Winterburn
Nigel Winterburn, född den 11 december 1963, är en engelsk före detta fotbollsspelare. Han spelade vänsterback för Arsenal FC under 1980- och 1990-talet. Winterburn gjorde hela 584 matcher för Arsenal. Han jobbar som expertkommentator på TV efter en kort karriär som assisterande tränare i Blackburn Rovers juni-november 2008.